# 卢西亚诺·斯帕莱蒂
盧斯安奴·史巴列堤（義大利語：Luciano Spalletti，1959年3月7日—），是意大利足球主教练，曾於意大利國家隊擔任主教練。

## 生平

### 球員
史巴列堤於1959年出生於意大利佛羅倫斯省，球員時代是在家鄉球會出道，司職中場。而真正踏上職業生涯的則是在1985年加盟當時屬意丙的恩波利，擔任過隊長。1991年他回到恩波利，並在該球會踢至退役。

### 教練
史巴列堤是於恩波利展開其教練生涯。起先是以球員身份執教，後轉任青年軍教頭，再於1995年作為正式主教練。其間他帶領了恩波里從意丙升上意甲。之後再輾轉執教森多利亞、威尼斯、乌迪内斯等球會。其中在烏甸尼斯期間，史巴列堤還帶領球會打入歐冠盃。
2005年他接掌羅馬帥印。這時正值羅馬的混亂時期，曾先後起用四個教練，然皆下野告終。為使球隊注入生氣，史巴列堤乃改變戰術，採用主攻踢法，但不設前鋒位置。結果羅馬終於回復生氣，並於2005-06年以聯賽第五名完成球季。
史巴列堤執教羅馬期間，意甲基本上都是由國際米蘭壟斷，然而史巴列堤也有交出成績：2006-07年球季贏得意大利盃；翌季也蟬聯成功。而在聯賽羅馬也經常奪得亞軍而具有歐冠盃參賽資格。
不過羅馬始終財力有限，相比聯賽前列分子，班底較為薄弱。2009年羅馬出現財政危機，在意甲首兩場聯賽更遭逢兩連敗，結果史巴列堤主動提出辭職。
2009年12月史巴列堤加盟俄羅斯球會辛尼特，簽約三年。在其執掌教鞭的第一個球季，即率領辛尼特奪得聯賽和杯賽的雙冠王；接下來的第二個球季，又率球隊奪得超級杯賽的冠軍以及衛冕了俄超聯賽冠軍。直到他掌印的第三個球季，辛尼特花費巨資引進了浩克，维特塞尔等球星，希望藉此在歐洲冠軍聯賽中大展宏圖，但是該季球隊反而在聯賽中被莫斯科中央陸軍反超僅奪得亞軍。在該球季的歐冠聯賽中亦在第一輪的淘汰賽中被德甲勁旅多特蒙德擊敗。2014年3月11日，辛尼特官方宣佈與史巴列堤提前解除合約，其後史巴列堤沒有執教任何球會。直至2016年1月，再次執教羅馬，直至2016/2017球季離開，執教國際米蘭。
2021年5月，斯帕莱蒂在待業兩年後重回義甲，擔任那不勒斯主教練

## 執教球隊榮譽
恩波利
- 意大利足球丙一级联赛亚军：1995-96年度 (升级)
- 意大利足球乙级联赛亚军：1996-97年度 (升级)

羅馬
- 意大利杯冠军：2006-07年度, 2007-08年度
- 意大利超级杯冠军：2007年

澤尼特
- 俄罗斯足球超级联赛冠军：2010年, 2011-12年度
- 俄罗斯杯冠军：2009/2010年度
- 俄罗斯超級杯冠军：2011年

那不勒斯
- 意大利足球甲级联赛冠军：2022/23年度[2]

### 個人
- 意甲最佳主教練 :  2005–06、2006–07[3]